# Kateryna Resnik
Kateryna Oleksandriwna Resnik (ukrainisch Катерина Олександрівна Резнік; * 20. November 1995 in Charkiw) ist eine ukrainische Synchronschwimmerin.

## Erfolge
Kateryna Resnik gewann 2013 bei den Weltmeisterschaften in Barcelona ihre ersten internationalen Medaillen. Im technischen Programm der Mannschaftskonkurrenz und in der freien Kombination gewann Resnik jeweils eine Bronzemedaille. Beide Male musste sich die ukrainische Mannschaft den Russinnen und der Mannschaft aus Spanien geschlagen geben. Die Europameisterschaften 2014 in Berlin waren Resniks nächster erfolgreicher Wettbewerb. Sie gewann ihre erste Goldmedaille mit der Mannschaft in der Kombination. Bei den Europameisterschaften 2016 in London verpasste sie in dieser Disziplin mit Silber knapp die Titelverteidigung, wurde aber dafür mit der Mannschaft im freien Programm Europameisterin. Zwei Jahre darauf gelangen ihr bei den Europameisterschaften in Glasgow erneut zwei Medaillengewinne. So sicherte sie sich mit der Mannschaft im freien Programm die Silbermedaille, während sie in der Kombination mit der ukrainischen Équipe Europameisterin wurde.
Der nächste Titelgewinn folgte bei den Weltmeisterschaften 2019 in Gwangju. Im sogenannten Highlight-Wettbewerb setzten sich die Ukrainerinnen um Resnik gegen die Mannschaften Italiens und Spaniens durch, womit Resnik erstmals Weltmeisterin wurde. In der Kombination erreichte sie dagegen ebenso wie im technischen und auch im freien Programm mit der Mannschaft den dritten Platz hinter Russland und China und erhielt Bronze. Bei den auf Mai 2021 verschobenen Europameisterschaften 2020 gewann Resnik mit der ukrainischen Mannschaft erneut den Highlight-Wettbewerb, wobei mit den zweitplatzierten Belarussinnen und den drittplatzierten Ungarinnen nur zwei weitere Mannschaften in dem erstmals ausgetragenen Wettbewerb teilnahmen. Zwei weitere Goldmedaillen folgten in der Kombination und im freien Programm des Mannschaftswettbewerbs. Nur im technischen Programm musste sich Resnik mit der ukrainischen Mannschaft den Russinnen geschlagen geben und gewann als Zweite die Silbermedaille. Auch bei den ebenfalls 2021 ausgetragenen Olympischen Spielen 2020 in Tokio gehörte Resnik zum ukrainischen Aufgebot in der Mannschaftskonkurrenz. Mit 94,2685 Punkten im technischen Teil und 96,0333 Punkten in der Kür erzielten die Ukrainerinnen jeweils das drittbeste Resultat aller startenden Mannschaften und schlossen mit 190,3018 Gesamtpunkten den Wettbewerb schließlich hinter den Olympiasiegerinnen aus Russland mit 196,0979 Punkten und der zweitplatzierten chinesischen Mannschaft mit 193,5310 Punkten auch als Dritte ab. Neben Resnik gewannen Marta Fjedina, Anastassija Sawtschuk, Maryna Aleksijiwa, Wladyslawa Aleksijiwa, Alina Schynkarenko, Ksenija Sydorenko und Jelysaweta Jachno somit eine olympische Bronzemedaille.
Für ihren Medaillenerfolg bei den Olympischen Spielen 2020 erhielten Resnik und ihre Mannschaftskameradinnen im August 2021 den Orden der Fürstin Olga der 3. Klasse.